# 3799 Новгород
3799 Новгород (3799 Novgorod) — астероїд головного поясу, відкритий 22 вересня 1979 року.
Тіссеранів параметр щодо Юпітера — 3,191.